# Ježdovec
Ježdovec falu Zágráb közigazgatási területén Horvátországban, a főváros déli részén. Ma Zágráb Novi Zagreb – zapad városnegyedéhez tartozik.

## Fekvése
Zágráb városközpontjától 10 km-re délnyugatra, a Száva jobb partján fekvő síkságon, az A2-es és az A3-as autópályák csomópontjától délre fekszik.

## Története
A település már a 18. században is létezett. Az első katonai felmérés térképén „Jezdevczi” néven található. Lipszky János 1808-ban Budán kiadott repertóriumában „Jezdovecz” néven szerepel. Nagy Lajos 1829-ben kiadott művében „Jezdovecz” néven 15 házzal és 126 katolikus lakossal találjuk.
1857-ben 161, 1910-ben 347 lakosa volt. Zágráb vármegye Szamobori járásához tartozott. 1941 és 1945 között a Független Horvát Állam része volt, majd a szocialista Jugoszlávia fennhatósága alá került. 1991-től a független Horvátország része. 1991-ben lakosságának 94%-a horvát nemzetiségű volt. 2011-ben 1728 lakosa volt.

## Népessége
| Lakosság változása | Lakosság változása | Lakosság változása | Lakosság változása | Lakosság változása | Lakosság változása | Lakosság változása | Lakosság változása | Lakosság változása | Lakosság változása | Lakosság változása | Lakosság változása | Lakosság változása | Lakosság változása | Lakosság változása | Lakosság változása |
| ------------------ | ------------------ | ------------------ | ------------------ | ------------------ | ------------------ | ------------------ | ------------------ | ------------------ | ------------------ | ------------------ | ------------------ | ------------------ | ------------------ | ------------------ | ------------------ |
| 1857               | 1869               | 1880               | 1890               | 1900               | 1910               | 1921               | 1931               | 1948               | 1953               | 1961               | 1971               | 1981               | 1991               | 2001               | 2011               |
| 161                | 146                | 181                | 220                | 253                | 347                | 427                | 548                | 504                | 562                | 654                | 596                | 678                | 645                | 1.171              | 1.728              |

## Oktatás
A településen a lučkoi általános iskola területi iskolája működik.